# Lista di asteroidi (764001-765000)
Di seguito una lista di asteroidi dal numero 764001  al 765000 con data di scoperta e scopritore.

## 764001–764100
| Nome   | Designazione provvisoria | Data di scoperta  | Scopritore                   |
| ------ | ------------------------ | ----------------- | ---------------------------- |
| 764001 | 2012 TA141               | 5 ottobre 2012    | Pan-STARRS                   |
| 764002 | 2012 TL141               | 5 ottobre 2012    | Pan-STARRS                   |
| 764003 | 2012 TB142               | 21 novembre 2003  | Spacewatch                   |
| 764004 | 2012 TW142               | 7 ottobre 2012    | Pan-STARRS                   |
| 764005 | 2012 TK148               | 8 ottobre 2012    | Pan-STARRS                   |
| 764006 | 2012 TB149               | 8 ottobre 2012    | Mount Lemmon Survey          |
| 764007 | 2012 TN155               | 8 ottobre 2012    | Pan-STARRS                   |
| 764008 | 2012 TU163               | 14 ottobre 2001   | SDSS Collaboration           |
| 764009 | 2012 TL170               | 6 ottobre 2012    | Mount Lemmon Survey          |
| 764010 | 2012 TJ173               | 22 gennaio 2006   | Mount Lemmon Survey          |
| 764011 | 2012 TC174               | 21 settembre 2012 | Spacewatch                   |
| 764012 | 2012 TZ176               | 9 ottobre 2012    | Pan-STARRS                   |
| 764013 | 2012 TR179               | 4 dicembre 2007   | Mount Lemmon Survey          |
| 764014 | 2012 TS181               | 9 ottobre 2012    | Pan-STARRS                   |
| 764015 | 2012 TB184               | 2 novembre 2007   | Mount Lemmon Survey          |
| 764016 | 2012 TQ189               | 8 novembre 2007   | Spacewatch                   |
| 764017 | 2012 TS194               | 10 ottobre 2012   | Spacewatch                   |
| 764018 | 2012 TX197               | 10 ottobre 2012   | V. Nevski, O. Zeloyniy       |
| 764019 | 2012 TX203               | 12 settembre 2001 | DES                          |
| 764020 | 2012 TH206               | 11 ottobre 2012   | Mount Lemmon Survey          |
| 764021 | 2012 TV206               | 11 ottobre 2012   | Mount Lemmon Survey          |
| 764022 | 2012 TT208               | 19 settembre 2012 | Mount Lemmon Survey          |
| 764023 | 2012 TO209               | 11 ottobre 2012   | Mount Lemmon Survey          |
| 764024 | 2012 TL212               | 11 ottobre 2012   | Pan-STARRS                   |
| 764025 | 2012 TY215               | 18 settembre 2012 | Mount Lemmon Survey          |
| 764026 | 2012 TX221               | 14 ottobre 2012   | Mount Lemmon Survey          |
| 764027 | 2012 TC222               | 17 settembre 2012 | Mount Lemmon Survey          |
| 764028 | 2012 TJ232               | 15 settembre 2012 | Mount Lemmon Survey          |
| 764029 | 2012 TU233               | 24 settembre 2012 | Spacewatch                   |
| 764030 | 2012 TR234               | 7 ottobre 2012    | Pan-STARRS                   |
| 764031 | 2012 TJ237               | 21 ottobre 1995   | Spacewatch                   |
| 764032 | 2012 TX238               | 7 ottobre 2012    | Pan-STARRS                   |
| 764033 | 2012 TF239               | 16 settembre 2012 | Spacewatch                   |
| 764034 | 2012 TA244               | 8 ottobre 2012    | Mount Lemmon Survey          |
| 764035 | 2012 TK249               | 11 ottobre 2012   | Pan-STARRS                   |
| 764036 | 2012 TP249               | 2 novembre 2007   | Spacewatch                   |
| 764037 | 2012 TU249               | 8 ottobre 2012    | M. Schwartz, P. R. Holvorcem |
| 764038 | 2012 TH250               | 17 settembre 2006 | Spacewatch                   |
| 764039 | 2012 TF251               | 25 settembre 2006 | Mount Lemmon Survey          |
| 764040 | 2012 TU251               | 11 ottobre 2012   | Pan-STARRS                   |
| 764041 | 2012 TL262               | 22 settembre 2012 | Spacewatch                   |
| 764042 | 2012 TP262               | 23 settembre 2012 | Mount Lemmon Survey          |
| 764043 | 2012 TJ263               | 8 ottobre 2012    | Pan-STARRS                   |
| 764044 | 2012 TP271               | 14 ottobre 2012   | Mount Lemmon Survey          |
| 764045 | 2012 TV275               | 11 ottobre 2012   | Pan-STARRS                   |
| 764046 | 2012 TZ275               | 11 ottobre 2012   | Pan-STARRS                   |
| 764047 | 2012 TO276               | 11 ottobre 2012   | Pan-STARRS                   |
| 764048 | 2012 TJ278               | 14 settembre 2006 | Spacewatch                   |
| 764049 | 2012 TU278               | 3 aprile 2011     | Pan-STARRS                   |
| 764050 | 2012 TA282               | 11 ottobre 2012   | Mount Lemmon Survey          |
| 764051 | 2012 TG282               | 29 maggio 2003    | DES                          |
| 764052 | 2012 TY283               | 15 ottobre 2012   | M. Schwartz, P. R. Holvorcem |
| 764053 | 2012 TH284               | 15 ottobre 2012   | Mount Lemmon Survey          |
| 764054 | 2012 TN285               | 26 settembre 2012 | Mount Lemmon Survey          |
| 764055 | 2012 TS287               | 10 ottobre 2012   | Mount Lemmon Survey          |
| 764056 | 2012 TH289               | 10 ottobre 2012   | Mount Lemmon Survey          |
| 764057 | 2012 TT289               | 11 ottobre 2012   | Spacewatch                   |
| 764058 | 2012 TK298               | 29 agosto 2011    | Pan-STARRS                   |
| 764059 | 2012 TJ299               | 10 aprile 2005    | Kitt Peak Obs.               |
| 764060 | 2012 TN301               | 7 ottobre 2012    | Pan-STARRS                   |
| 764061 | 2012 TM304               | 8 ottobre 2012    | Pan-STARRS                   |
| 764062 | 2012 TE306               | 27 ottobre 2008   | Spacewatch                   |
| 764063 | 2012 TJ309               | 11 ottobre 2012   | Mount Lemmon Survey          |
| 764064 | 2012 TW318               | 8 ottobre 2012    | Pan-STARRS                   |
| 764065 | 2012 TL323               | 10 ottobre 2012   | Mount Lemmon Survey          |
| 764066 | 2012 TB324               | 12 agosto 2004    | Cerro Tololo Obs.            |
| 764067 | 2012 TV324               | 6 ottobre 2012    | Mount Lemmon Survey          |
| 764068 | 2012 TX325               | 8 ottobre 2012    | Mount Lemmon Survey          |
| 764069 | 2012 TX326               | 9 settembre 2008  | Mount Lemmon Survey          |
| 764070 | 2012 TP333               | 11 ottobre 2012   | Mount Lemmon Survey          |
| 764071 | 2012 TN334               | 8 ottobre 2012    | Pan-STARRS                   |
| 764072 | 2012 TV336               | 6 ottobre 2012    | Mount Lemmon Survey          |
| 764073 | 2012 TX337               | 6 ottobre 2012    | Mount Lemmon Survey          |
| 764074 | 2012 TJ338               | 11 ottobre 2012   | Pan-STARRS                   |
| 764075 | 2012 TR338               | 23 gennaio 2015   | Pan-STARRS                   |
| 764076 | 2012 TV338               | 10 agosto 2016    | Pan-STARRS                   |
| 764077 | 2012 TK339               | 28 dicembre 2013  | Spacewatch                   |
| 764078 | 2012 TG342               | 10 ottobre 2012   | Mount Lemmon Survey          |
| 764079 | 2012 TF344               | 8 ottobre 2012    | Pan-STARRS                   |
| 764080 | 2012 TG344               | 15 ottobre 2012   | Spacewatch                   |
| 764081 | 2012 TZ344               | 8 ottobre 2012    | Mount Lemmon Survey          |
| 764082 | 2012 TM346               | 8 ottobre 2012    | Mount Lemmon Survey          |
| 764083 | 2012 TH347               | 15 ottobre 2012   | Pan-STARRS                   |
| 764084 | 2012 TC348               | 8 ottobre 2012    | Pan-STARRS                   |
| 764085 | 2012 TA351               | 14 ottobre 2012   | Mount Lemmon Survey          |
| 764086 | 2012 TL353               | 28 gennaio 2015   | Pan-STARRS                   |
| 764087 | 2012 TM353               | 10 ottobre 2012   | Pan-STARRS                   |
| 764088 | 2012 TZ355               | 9 ottobre 2012    | Mount Lemmon Survey          |
| 764089 | 2012 TR356               | 4 ottobre 2012    | Mount Lemmon Survey          |
| 764090 | 2012 TR357               | 8 ottobre 2012    | Mount Lemmon Survey          |
| 764091 | 2012 TL358               | 14 ottobre 2012   | Spacewatch                   |
| 764092 | 2012 TM358               | 4 ottobre 2012    | M. Schwartz, P. R. Holvorcem |
| 764093 | 2012 TX358               | 8 ottobre 2012    | Mount Lemmon Survey          |
| 764094 | 2012 TC359               | 8 ottobre 2012    | Mount Lemmon Survey          |
| 764095 | 2012 TR359               | 11 ottobre 2012   | Pan-STARRS                   |
| 764096 | 2012 TH360               | 15 ottobre 2012   | Mount Lemmon Survey          |
| 764097 | 2012 TQ360               | 15 ottobre 2012   | Pan-STARRS                   |
| 764098 | 2012 TV360               | 8 ottobre 2012    | Pan-STARRS                   |
| 764099 | 2012 TH361               | 14 ottobre 2012   | Mount Lemmon Survey          |
| 764100 | 2012 TN361               | 10 ottobre 2012   | Mount Lemmon Survey          |

## 764101–764200
| Nome   | Designazione provvisoria | Data di scoperta  | Scopritore                          |
| ------ | ------------------------ | ----------------- | ----------------------------------- |
| 764101 | 2012 TZ362               | 8 ottobre 2012    | Pan-STARRS                          |
| 764102 | 2012 TH363               | 11 ottobre 2012   | Pan-STARRS                          |
| 764103 | 2012 TZ364               | 11 ottobre 2012   | Pan-STARRS                          |
| 764104 | 2012 TB367               | 11 ottobre 2012   | Pan-STARRS                          |
| 764105 | 2012 TM368               | 11 ottobre 2012   | Pan-STARRS                          |
| 764106 | 2012 TH370               | 6 ottobre 2012    | Pan-STARRS                          |
| 764107 | 2012 TY370               | 8 ottobre 2012    | Spacewatch                          |
| 764108 | 2012 TC371               | 8 ottobre 2012    | Spacewatch                          |
| 764109 | 2012 TF371               | 6 ottobre 2012    | Mount Lemmon Survey                 |
| 764110 | 2012 TB372               | 29 settembre 2003 | Spacewatch                          |
| 764111 | 2012 TB375               | 7 ottobre 2012    | Pan-STARRS                          |
| 764112 | 2012 TR382               | 11 ottobre 2012   | Pan-STARRS                          |
| 764113 | 2012 TS382               | 8 ottobre 2012    | Mount Lemmon Survey                 |
| 764114 | 2012 TU386               | 8 ottobre 2012    | Mount Lemmon Survey                 |
| 764115 | 2012 TL387               | 11 ottobre 2012   | Mount Lemmon Survey                 |
| 764116 | 2012 TU389               | 9 ottobre 2012    | Pan-STARRS                          |
| 764117 | 2012 TX391               | 10 ottobre 2012   | Mount Lemmon Survey                 |
| 764118 | 2012 TS396               | 9 ottobre 2012    | Mount Lemmon Survey                 |
| 764119 | 2012 TY397               | 11 ottobre 2012   | Mount Lemmon Survey                 |
| 764120 | 2012 TY399               | 8 ottobre 2012    | Pan-STARRS                          |
| 764121 | 2012 UC2                 | 21 febbraio 2007  | DES                                 |
| 764122 | 2012 UL2                 | 1 marzo 2009      | Spacewatch                          |
| 764123 | 2012 UK3                 | 2 ottobre 2008    | Mount Lemmon Survey                 |
| 764124 | 2012 UC4                 | 16 ottobre 2012   | Mount Lemmon Survey                 |
| 764125 | 2012 UE12                | 8 ottobre 2012    | Mount Lemmon Survey                 |
| 764126 | 2012 UQ12                | 16 ottobre 2012   | Mount Lemmon Survey                 |
| 764127 | 2012 UK14                | 8 ottobre 2012    | Mount Lemmon Survey                 |
| 764128 | 2012 UA15                | 18 settembre 2012 | Spacewatch                          |
| 764129 | 2012 UB15                | 10 agosto 2008    | Osservatorio astronomico di Maiorca |
| 764130 | 2012 UK16                | 16 ottobre 2012   | Mount Lemmon Survey                 |
| 764131 | 2012 UN19                | 25 marzo 2011     | Spacewatch                          |
| 764132 | 2012 UO23                | 17 ottobre 2012   | Mount Lemmon Survey                 |
| 764133 | 2012 UN27                | 20 novembre 2001  | LINEAR                              |
| 764134 | 2012 UA28                | 28 agosto 2012    | Mount Lemmon Survey                 |
| 764135 | 2012 UJ28                | 16 ottobre 2012   | Spacewatch                          |
| 764136 | 2012 UF41                | 25 settembre 2012 | Mount Lemmon Survey                 |
| 764137 | 2012 UW41                | 29 marzo 2009     | Spacewatch                          |
| 764138 | 2012 UT42                | 17 ottobre 2012   | Pan-STARRS                          |
| 764139 | 2012 UR56                | 8 ottobre 2012    | Mount Lemmon Survey                 |
| 764140 | 2012 UE60                | 24 settembre 2012 | Mount Lemmon Survey                 |
| 764141 | 2012 UJ78                | 19 ottobre 2012   | Pan-STARRS                          |
| 764142 | 2012 UD87                | 21 ottobre 2012   | Pan-STARRS                          |
| 764143 | 2012 UQ96                | 17 ottobre 2012   | Pan-STARRS                          |
| 764144 | 2012 UP98                | 18 ottobre 2012   | Pan-STARRS                          |
| 764145 | 2012 UR98                | 18 ottobre 2012   | Pan-STARRS                          |
| 764146 | 2012 UN99                | 18 ottobre 2012   | Pan-STARRS                          |
| 764147 | 2012 UV103               | 23 aprile 2011    | Pan-STARRS                          |
| 764148 | 2012 UB104               | 18 ottobre 2012   | Pan-STARRS                          |
| 764149 | 2012 UG105               | 15 dicembre 2007  | Mount Lemmon Survey                 |
| 764150 | 2012 UY105               | 21 settembre 2012 | Mount Lemmon Survey                 |
| 764151 | 2012 UF108               | 13 ottobre 2012   | Spacewatch                          |
| 764152 | 2012 UG114               | 11 ottobre 2012   | Pan-STARRS                          |
| 764153 | 2012 UJ118               | 22 ottobre 2012   | Mount Lemmon Survey                 |
| 764154 | 2012 UF123               | 8 ottobre 2012    | Spacewatch                          |
| 764155 | 2012 UV128               | 26 settembre 2006 | Spacewatch                          |
| 764156 | 2012 UJ129               | 19 ottobre 2012   | Mount Lemmon Survey                 |
| 764157 | 2012 UZ133               | 21 settembre 2012 | Mount Lemmon Survey                 |
| 764158 | 2012 UB143               | 18 ottobre 2012   | Pan-STARRS                          |
| 764159 | 2012 UD143               | 4 settembre 2008  | Spacewatch                          |
| 764160 | 2012 UJ143               | 8 ottobre 2012    | Pan-STARRS                          |
| 764161 | 2012 UL157               | 23 ottobre 2012   | Pan-STARRS                          |
| 764162 | 2012 UN157               | 23 ottobre 2012   | Pan-STARRS                          |
| 764163 | 2012 UL163               | 28 agosto 2005    | Spacewatch                          |
| 764164 | 2012 UA170               | 16 ottobre 2012   | CSS                                 |
| 764165 | 2012 UH175               | 20 ottobre 2012   | Mount Lemmon Survey                 |
| 764166 | 2012 UT175               | 19 ottobre 2012   | Osservatorio di La Silla            |
| 764167 | 2012 UF178               | 21 ottobre 2012   | Pan-STARRS                          |
| 764168 | 2012 UL180               | 4 settembre 2007  | Mount Lemmon Survey                 |
| 764169 | 2012 UR182               | 21 ottobre 2012   | Pan-STARRS                          |
| 764170 | 2012 UO185               | 19 ottobre 2012   | Mount Lemmon Survey                 |
| 764171 | 2012 UA186               | 8 giugno 2016     | Pan-STARRS                          |
| 764172 | 2012 UD188               | 16 ottobre 2012   | Mount Lemmon Survey                 |
| 764173 | 2012 UD189               | 20 ottobre 2012   | Mount Lemmon Survey                 |
| 764174 | 2012 UL189               | 17 ottobre 2012   | Pan-STARRS                          |
| 764175 | 2012 UY189               | 21 marzo 2015     | Pan-STARRS                          |
| 764176 | 2012 UG190               | 1 aprile 2011     | Spacewatch                          |
| 764177 | 2012 UZ192               | 23 ottobre 2012   | CSS                                 |
| 764178 | 2012 UR194               | 16 ottobre 2012   | Spacewatch                          |
| 764179 | 2012 UN199               | 16 ottobre 2012   | Spacewatch                          |
| 764180 | 2012 UP201               | 6 ottobre 2012    | Spacewatch                          |
| 764181 | 2012 UZ203               | 18 ottobre 2012   | Pan-STARRS                          |
| 764182 | 2012 UM204               | 11 ottobre 2006   | Spacewatch                          |
| 764183 | 2012 UN204               | 18 ottobre 2012   | Pan-STARRS                          |
| 764184 | 2012 UW204               | 18 ottobre 2012   | Pan-STARRS                          |
| 764185 | 2012 UO205               | 18 ottobre 2012   | Pan-STARRS                          |
| 764186 | 2012 UF206               | 27 luglio 2017    | Pan-STARRS                          |
| 764187 | 2012 UW207               | 23 ottobre 2012   | Király, A.                          |
| 764188 | 2012 UB208               | 17 ottobre 2012   | Pan-STARRS                          |
| 764189 | 2012 UM208               | 29 giugno 2015    | Pan-STARRS                          |
| 764190 | 2012 UR208               | 20 febbraio 2015  | Pan-STARRS                          |
| 764191 | 2012 UP209               | 17 ottobre 2012   | Mount Lemmon Survey                 |
| 764192 | 2012 UR209               | 17 ottobre 2012   | Mount Lemmon Survey                 |
| 764193 | 2012 UH210               | 17 ottobre 2012   | Pan-STARRS                          |
| 764194 | 2012 UW210               | 20 ottobre 2012   | Király, A.                          |
| 764195 | 2012 US211               | 17 ottobre 2012   | Mount Lemmon Survey                 |
| 764196 | 2012 UN212               | 5 settembre 2000  | SDSS Collaboration                  |
| 764197 | 2012 UA213               | 17 ottobre 2012   | Pan-STARRS                          |
| 764198 | 2012 UC213               | 16 ottobre 2012   | Mount Lemmon Survey                 |
| 764199 | 2012 UM213               | 23 ottobre 2012   | Mount Lemmon Survey                 |
| 764200 | 2012 UR214               | 20 ottobre 2012   | Spacewatch                          |

## 764201–764300
| Nome   | Designazione provvisoria | Data di scoperta  | Scopritore          |
| ------ | ------------------------ | ----------------- | ------------------- |
| 764201 | 2012 UY214               | 20 ottobre 2012   | Mount Lemmon Survey |
| 764202 | 2012 UZ214               | 20 ottobre 2012   | Spacewatch          |
| 764203 | 2012 UL215               | 16 ottobre 2012   | Mount Lemmon Survey |
| 764204 | 2012 UV217               | 23 ottobre 2012   | Pan-STARRS          |
| 764205 | 2012 UJ220               | 18 ottobre 2012   | Pan-STARRS          |
| 764206 | 2012 UK220               | 20 ottobre 2012   | Pan-STARRS          |
| 764207 | 2012 UL220               | 20 ottobre 2012   | Pan-STARRS          |
| 764208 | 2012 UN220               | 16 ottobre 2012   | Mount Lemmon Survey |
| 764209 | 2012 UZ220               | 22 ottobre 2012   | Mount Lemmon Survey |
| 764210 | 2012 UR221               | 22 ottobre 2012   | Mount Lemmon Survey |
| 764211 | 2012 UF223               | 17 ottobre 2012   | Mount Lemmon Survey |
| 764212 | 2012 UR223               | 23 ottobre 2012   | Pan-STARRS          |
| 764213 | 2012 UG224               | 20 ottobre 2012   | Pan-STARRS          |
| 764214 | 2012 UG225               | 17 ottobre 2012   | Pan-STARRS          |
| 764215 | 2012 UE226               | 22 ottobre 2012   | Pan-STARRS          |
| 764216 | 2012 UB227               | 21 ottobre 2012   | Pan-STARRS          |
| 764217 | 2012 UN227               | 17 ottobre 2012   | Pan-STARRS          |
| 764218 | 2012 US227               | 18 ottobre 2012   | Pan-STARRS          |
| 764219 | 2012 UX227               | 18 ottobre 2012   | Pan-STARRS          |
| 764220 | 2012 UK228               | 9 aprile 2010     | Spacewatch          |
| 764221 | 2012 UM228               | 16 ottobre 2012   | Mount Lemmon Survey |
| 764222 | 2012 UV228               | 25 ottobre 2012   | Spacewatch          |
| 764223 | 2012 UG229               | 18 ottobre 2012   | Pan-STARRS          |
| 764224 | 2012 UM229               | 20 ottobre 2012   | Pan-STARRS          |
| 764225 | 2012 US229               | 23 ottobre 2012   | Mount Lemmon Survey |
| 764226 | 2012 UU229               | 18 ottobre 2012   | Pan-STARRS          |
| 764227 | 2012 UC230               | 22 ottobre 2012   | Pan-STARRS          |
| 764228 | 2012 UB231               | 20 ottobre 2012   | Pan-STARRS          |
| 764229 | 2012 UO231               | 22 ottobre 2012   | Pan-STARRS          |
| 764230 | 2012 UJ232               | 23 ottobre 2012   | Spacewatch          |
| 764231 | 2012 UP232               | 18 ottobre 2012   | Pan-STARRS          |
| 764232 | 2012 UQ233               | 18 ottobre 2012   | Pan-STARRS          |
| 764233 | 2012 UU233               | 23 ottobre 2012   | Pan-STARRS          |
| 764234 | 2012 UY233               | 16 ottobre 2012   | Mount Lemmon Survey |
| 764235 | 2012 UE234               | 16 ottobre 2012   | Mount Lemmon Survey |
| 764236 | 2012 UK236               | 21 ottobre 2012   | Spacewatch          |
| 764237 | 2012 UH238               | 16 ottobre 2012   | Mount Lemmon Survey |
| 764238 | 2012 UC240               | 18 ottobre 2012   | Pan-STARRS          |
| 764239 | 2012 UC248               | 20 ottobre 2012   | Király, A.          |
| 764240 | 2012 UL248               | 18 ottobre 2012   | Mount Lemmon Survey |
| 764241 | 2012 UW252               | 20 ottobre 2012   | Mount Lemmon Survey |
| 764242 | 2012 UX253               | 20 ottobre 2012   | Mount Lemmon Survey |
| 764243 | 2012 VH1                 | 2 novembre 2012   | Pan-STARRS          |
| 764244 | 2012 VE8                 | 20 settembre 2001 | Spacewatch          |
| 764245 | 2012 VR11                | 18 ottobre 2012   | Pan-STARRS          |
| 764246 | 2012 VS11                | 4 novembre 2012   | Mount Lemmon Survey |
| 764247 | 2012 VO12                | 23 settembre 2012 | Mount Lemmon Survey |
| 764248 | 2012 VU12                | 18 ottobre 2012   | Pan-STARRS          |
| 764249 | 2012 VO13                | 12 marzo 2007     | Spacewatch          |
| 764250 | 2012 VS15                | 8 ottobre 2012    | Spacewatch          |
| 764251 | 2012 VY23                | 1 maggio 2003     | Spacewatch          |
| 764252 | 2012 VO27                | 16 ottobre 2012   | CSS                 |
| 764253 | 2012 VM29                | 26 ottobre 2012   | Spacewatch          |
| 764254 | 2012 VC34                | 21 ottobre 2012   | Mount Lemmon Survey |
| 764255 | 2012 VQ34                | 28 settembre 2006 | Spacewatch          |
| 764256 | 2012 VR45                | 14 ottobre 2012   | CSS                 |
| 764257 | 2012 VZ49                | 8 ottobre 2012    | Pan-STARRS          |
| 764258 | 2012 VB55                | 2 ottobre 2006    | Mount Lemmon Survey |
| 764259 | 2012 VX59                | 7 ottobre 2004    | Spacewatch          |
| 764260 | 2012 VB64                | 12 novembre 2012  | Mount Lemmon Survey |
| 764261 | 2012 VA68                | 20 ottobre 2012   | Spacewatch          |
| 764262 | 2012 VT68                | 21 ottobre 2012   | Pan-STARRS          |
| 764263 | 2012 VV69                | 21 ottobre 2012   | Pan-STARRS          |
| 764264 | 2012 VW69                | 7 novembre 2012   | Pan-STARRS          |
| 764265 | 2012 VJ72                | 12 ottobre 2012   | C. Rinner           |
| 764266 | 2012 VW83                | 14 novembre 2012  | Spacewatch          |
| 764267 | 2012 VK87                | 2 ottobre 2006    | Mount Lemmon Survey |
| 764268 | 2012 VT112               | 11 ottobre 2012   | Pan-STARRS          |
| 764269 | 2012 VW112               | 12 novembre 2012  | Mount Lemmon Survey |
| 764270 | 2012 VD115               | 31 ottobre 2008   | Spacewatch          |
| 764271 | 2012 VR116               | 1 gennaio 2014    | Pan-STARRS          |
| 764272 | 2012 VX116               | 14 novembre 2012  | Mount Lemmon Survey |
| 764273 | 2012 VT117               | 7 novembre 2012   | Mount Lemmon Survey |
| 764274 | 2012 VA119               | 17 febbraio 2015  | Pan-STARRS          |
| 764275 | 2012 VT121               | 5 novembre 2012   | Spacewatch          |
| 764276 | 2012 VV121               | 26 luglio 2017    | Pan-STARRS          |
| 764277 | 2012 VF124               | 28 gennaio 2015   | Pan-STARRS          |
| 764278 | 2012 VL124               | 4 novembre 2012   | Mount Lemmon Survey |
| 764279 | 2012 VT124               | 15 agosto 2017    | Pan-STARRS          |
| 764280 | 2012 VL127               | 13 novembre 2012  | Mount Lemmon Survey |
| 764281 | 2012 VO127               | 14 novembre 2012  | Mount Lemmon Survey |
| 764282 | 2012 VX129               | 13 novembre 2012  | Mount Lemmon Survey |
| 764283 | 2012 VO131               | 12 novembre 2012  | Mount Lemmon Survey |
| 764284 | 2012 VK133               | 5 novembre 2012   | Pan-STARRS          |
| 764285 | 2012 VS133               | 12 novembre 2012  | Mount Lemmon Survey |
| 764286 | 2012 VT133               | 12 novembre 2012  | Mount Lemmon Survey |
| 764287 | 2012 VV133               | 7 novembre 2012   | Mount Lemmon Survey |
| 764288 | 2012 VZ135               | 7 novembre 2012   | Pan-STARRS          |
| 764289 | 2012 VQ136               | 5 ottobre 2012    | Mount Lemmon Survey |
| 764290 | 2012 VR141               | 12 novembre 2012  | Mount Lemmon Survey |
| 764291 | 2012 VF145               | 7 novembre 2012   | Spacewatch          |
| 764292 | 2012 WH5                 | 26 ottobre 2012   | Mount Lemmon Survey |
| 764293 | 2012 WS16                | 5 dicembre 2007   | Mount Lemmon Survey |
| 764294 | 2012 WS21                | 19 ottobre 2012   | Mount Lemmon Survey |
| 764295 | 2012 WR30                | 17 novembre 2012  | Mount Lemmon Survey |
| 764296 | 2012 WW30                | 9 aprile 2010     | Spacewatch          |
| 764297 | 2012 WV34                | 14 novembre 2012  | Spacewatch          |
| 764298 | 2012 WB38                | 22 novembre 2012  | Spacewatch          |
| 764299 | 2012 WL40                | 21 gennaio 2015   | Pan-STARRS          |
| 764300 | 2012 WZ40                | 26 novembre 2012  | Mount Lemmon Survey |

## 764301–764400
| Nome   | Designazione provvisoria | Data di scoperta  | Scopritore          |
| ------ | ------------------------ | ----------------- | ------------------- |
| 764301 | 2012 WC42                | 20 novembre 2012  | Mount Lemmon Survey |
| 764302 | 2012 WP43                | 20 novembre 2012  | Mount Lemmon Survey |
| 764303 | 2012 WK44                | 18 novembre 2012  | R. Holmes           |
| 764304 | 2012 WA45                | 20 novembre 2012  | Mount Lemmon Survey |
| 764305 | 2012 XL                  | 23 ottobre 2012   | Pan-STARRS          |
| 764306 | 2012 XM4                 | 19 novembre 2012  | Spacewatch          |
| 764307 | 2012 XH6                 | 14 novembre 2012  | Mount Lemmon Survey |
| 764308 | 2012 XK11                | 13 ottobre 2012   | Spacewatch          |
| 764309 | 2012 XC12                | 22 ottobre 2012   | Pan-STARRS          |
| 764310 | 2012 XB21                | 22 novembre 2012  | Spacewatch          |
| 764311 | 2012 XM31                | 6 novembre 2012   | Mount Lemmon Survey |
| 764312 | 2012 XT49                | 23 ottobre 2012   | Mount Lemmon Survey |
| 764313 | 2012 XN51                | 6 dicembre 2012   | Mount Lemmon Survey |
| 764314 | 2012 XJ54                | 20 novembre 2012  | Mount Lemmon Survey |
| 764315 | 2012 XQ56                | 22 ottobre 2012   | Pan-STARRS          |
| 764316 | 2012 XE60                | 21 ottobre 2012   | Pan-STARRS          |
| 764317 | 2012 XB65                | 4 dicembre 2012   | Mount Lemmon Survey |
| 764318 | 2012 XB73                | 23 settembre 2008 | Spacewatch          |
| 764319 | 2012 XE73                | 12 novembre 2012  | Pan-STARRS          |
| 764320 | 2012 XR76                | 14 novembre 2012  | Spacewatch          |
| 764321 | 2012 XY78                | 6 dicembre 2012   | Mount Lemmon Survey |
| 764322 | 2012 XX86                | 28 luglio 2011    | Pan-STARRS          |
| 764323 | 2012 XA87                | 10 ottobre 2012   | Mount Lemmon Survey |
| 764324 | 2012 XF91                | 14 novembre 2012  | Spacewatch          |
| 764325 | 2012 XP91                | 8 dicembre 2012   | Mount Lemmon Survey |
| 764326 | 2012 XV94                | 26 novembre 2012  | Mount Lemmon Survey |
| 764327 | 2012 XS95                | 4 dicembre 2012   | Mount Lemmon Survey |
| 764328 | 2012 XP98                | 5 dicembre 2012   | Mount Lemmon Survey |
| 764329 | 2012 XR100               | 5 dicembre 2012   | Mount Lemmon Survey |
| 764330 | 2012 XJ101               | 5 dicembre 2012   | Mount Lemmon Survey |
| 764331 | 2012 XV110               | 10 dicembre 2012  | Mount Lemmon Survey |
| 764332 | 2012 XH115               | 29 luglio 2008    | Spacewatch          |
| 764333 | 2012 XO120               | 6 novembre 2012   | Spacewatch          |
| 764334 | 2012 XT121               | 26 settembre 2008 | Spacewatch          |
| 764335 | 2012 XS129               | 5 dicembre 2012   | Mount Lemmon Survey |
| 764336 | 2012 XF135               | 21 ottobre 2012   | Mount Lemmon Survey |
| 764337 | 2012 XU144               | 13 dicembre 1999  | LINEAR              |
| 764338 | 2012 XM151               | 8 dicembre 2012   | Mount Lemmon Survey |
| 764339 | 2012 XB157               | 8 dicembre 2012   | Mount Lemmon Survey |
| 764340 | 2012 XN158               | 31 luglio 2011    | Pan-STARRS          |
| 764341 | 2012 XD161               | 22 febbraio 2014  | Mount Lemmon Survey |
| 764342 | 2012 XP161               | 4 dicembre 2012   | Mount Lemmon Survey |
| 764343 | 2012 XY161               | 11 dicembre 2012  | Mount Lemmon Survey |
| 764344 | 2012 XT162               | 1 settembre 2017  | Pan-STARRS          |
| 764345 | 2012 XU165               | 4 dicembre 2012   | Mount Lemmon Survey |
| 764346 | 2012 XV167               | 6 dicembre 2012   | Mount Lemmon Survey |
| 764347 | 2012 XM168               | 5 gennaio 2013    | Mount Lemmon Survey |
| 764348 | 2012 XU168               | 12 dicembre 2012  | Mount Lemmon Survey |
| 764349 | 2012 XR170               | 8 dicembre 2012   | Mount Lemmon Survey |
| 764350 | 2012 XZ171               | 8 dicembre 2012   | Mount Lemmon Survey |
| 764351 | 2012 XF174               | 13 dicembre 2012  | Spacewatch          |
| 764352 | 2012 XM174               | 11 dicembre 2012  | Mount Lemmon Survey |
| 764353 | 2012 XG177               | 8 dicembre 2012   | Spacewatch          |
| 764354 | 2012 YN4                 | 21 dicembre 2012  | Mount Lemmon Survey |
| 764355 | 2012 YB12                | 21 dicembre 2012  | Mount Lemmon Survey |
| 764356 | 2012 YN13                | 23 dicembre 2012  | Pan-STARRS          |
| 764357 | 2012 YH15                | 5 giugno 2016     | Pan-STARRS          |
| 764358 | 2012 YP15                | 23 dicembre 2012  | Pan-STARRS          |
| 764359 | 2012 YV15                | 23 dicembre 2012  | Pan-STARRS          |
| 764360 | 2012 YZ15                | 28 marzo 2015     | Pan-STARRS          |
| 764361 | 2012 YK16                | 22 dicembre 2012  | Pan-STARRS          |
| 764362 | 2012 YL16                | 23 dicembre 2012  | Pan-STARRS          |
| 764363 | 2012 YP16                | 22 dicembre 2012  | Pan-STARRS          |
| 764364 | 2012 YJ17                | 23 dicembre 2012  | Pan-STARRS          |
| 764365 | 2012 YN17                | 22 dicembre 2012  | Pan-STARRS          |
| 764366 | 2012 YO17                | 23 dicembre 2012  | Pan-STARRS          |
| 764367 | 2012 YG18                | 23 dicembre 2012  | Pan-STARRS          |
| 764368 | 2012 YR18                | 23 dicembre 2012  | Pan-STARRS          |
| 764369 | 2012 YC21                | 23 dicembre 2012  | Pan-STARRS          |
| 764370 | 2012 YE21                | 28 dicembre 2012  | Pan-STARRS          |
| 764371 | 2012 YM23                | 23 dicembre 2012  | Pan-STARRS          |
| 764372 | 2012 YQ25                | 22 dicembre 2012  | Pan-STARRS          |
| 764373 | 2012 YC26                | 23 dicembre 2012  | Pan-STARRS          |
| 764374 | 2012 YO27                | 23 dicembre 2012  | Pan-STARRS          |
| 764375 | 2013 AF                  | 21 dicembre 2012  | Pan-STARRS          |
| 764376 | 2013 AT5                 | 3 gennaio 2013    | Mount Lemmon Survey |
| 764377 | 2013 AB7                 | 9 ottobre 2007    | Mount Lemmon Survey |
| 764378 | 2013 AF10                | 4 gennaio 2013    | Mount Lemmon Survey |
| 764379 | 2013 AS19                | 5 gennaio 2013    | Mount Lemmon Survey |
| 764380 | 2013 AB24                | 21 ottobre 2006   | Mount Lemmon Survey |
| 764381 | 2013 AC35                | 4 gennaio 2013    | Spacewatch          |
| 764382 | 2013 AG41                | 16 gennaio 2009   | Mount Lemmon Survey |
| 764383 | 2013 AQ42                | 5 gennaio 2013    | Mount Lemmon Survey |
| 764384 | 2013 AR52                | 22 dicembre 2012  | Pan-STARRS          |
| 764385 | 2013 AU69                | 22 dicembre 2012  | Pan-STARRS          |
| 764386 | 2013 AC70                | 9 gennaio 2013    | Spacewatch          |
| 764387 | 2013 AZ74                | 10 gennaio 2013   | Mount Lemmon Survey |
| 764388 | 2013 AA79                | 13 ottobre 2010   | Mount Lemmon Survey |
| 764389 | 2013 AN84                | 10 febbraio 2008  | Spacewatch          |
| 764390 | 2013 AT97                | 23 ottobre 2003   | SDSS Collaboration  |
| 764391 | 2013 AQ98                | 6 gennaio 2013    | Mount Lemmon Survey |
| 764392 | 2013 AE104               | 11 ottobre 2007   | Mount Lemmon Survey |
| 764393 | 2013 AE108               | 10 gennaio 2013   | Pan-STARRS          |
| 764394 | 2013 AW126               | 3 gennaio 2013    | Mount Lemmon Survey |
| 764395 | 2013 AM134               | 27 settembre 2012 | Pan-STARRS          |
| 764396 | 2013 AT134               | 6 gennaio 2013    | Spacewatch          |
| 764397 | 2013 AN135               | 10 gennaio 2013   | Pan-STARRS          |
| 764398 | 2013 AJ139               | 4 gennaio 2013    | CTIO-DECam          |
| 764399 | 2013 AK152               | 4 gennaio 2013    | CTIO-DECam          |
| 764400 | 2013 AS154               | 4 gennaio 2013    | CTIO-DECam          |

## 764401–764500
| Nome   | Designazione provvisoria | Data di scoperta  | Scopritore          |
| ------ | ------------------------ | ----------------- | ------------------- |
| 764401 | 2013 AR158               | 4 gennaio 2013    | CTIO-DECam          |
| 764402 | 2013 AM160               | 28 marzo 2008     | Mount Lemmon Survey |
| 764403 | 2013 AG161               | 20 gennaio 2013   | Mount Lemmon Survey |
| 764404 | 2013 AL163               | 4 gennaio 2013    | CTIO-DECam          |
| 764405 | 2013 AW163               | 20 gennaio 2013   | Mount Lemmon Survey |
| 764406 | 2013 AC165               | 4 gennaio 2013    | CTIO-DECam          |
| 764407 | 2013 AM172               | 4 gennaio 2013    | CTIO-DECam          |
| 764408 | 2013 AA173               | 4 gennaio 2013    | CTIO-DECam          |
| 764409 | 2013 AT186               | 9 gennaio 2013    | Spacewatch          |
| 764410 | 2013 AB188               | 10 gennaio 2013   | Pan-STARRS          |
| 764411 | 2013 AM193               | 10 gennaio 2013   | Pan-STARRS          |
| 764412 | 2013 AQ193               | 28 aprile 2014    | Pan-STARRS          |
| 764413 | 2013 AR193               | 6 dicembre 2012   | Mount Lemmon Survey |
| 764414 | 2013 AT193               | 10 gennaio 2013   | Pan-STARRS          |
| 764415 | 2013 AO194               | 13 gennaio 2013   | Mount Lemmon Survey |
| 764416 | 2013 AL195               | 13 gennaio 2013   | Mount Lemmon Survey |
| 764417 | 2013 AR195               | 6 gennaio 2013    | Spacewatch          |
| 764418 | 2013 AT198               | 10 gennaio 2013   | Pan-STARRS          |
| 764419 | 2013 AJ199               | 10 gennaio 2013   | Pan-STARRS          |
| 764420 | 2013 AU199               | 5 gennaio 2013    | Spacewatch          |
| 764421 | 2013 AO201               | 7 gennaio 2013    | Mount Lemmon Survey |
| 764422 | 2013 AX201               | 10 gennaio 2013   | Pan-STARRS          |
| 764423 | 2013 AZ201               | 5 gennaio 2013    | Spacewatch          |
| 764424 | 2013 AD204               | 14 gennaio 2013   | Mount Lemmon Survey |
| 764425 | 2013 AX204               | 10 gennaio 2013   | Pan-STARRS          |
| 764426 | 2013 AW205               | 2 gennaio 2013    | Mount Lemmon Survey |
| 764427 | 2013 BM5                 | 16 gennaio 2013   | Mount Lemmon Survey |
| 764428 | 2013 BA12                | 27 settembre 2011 | Mount Lemmon Survey |
| 764429 | 2013 BC17                | 10 gennaio 2013   | Pan-STARRS          |
| 764430 | 2013 BO17                | 18 gennaio 2013   | Pan-STARRS          |
| 764431 | 2013 BW17                | 12 dicembre 2012  | Mount Lemmon Survey |
| 764432 | 2013 BO23                | 17 gennaio 2013   | Mount Lemmon Survey |
| 764433 | 2013 BR33                | 17 gennaio 2013   | Spacewatch          |
| 764434 | 2013 BL34                | 5 gennaio 2013    | Mount Lemmon Survey |
| 764435 | 2013 BQ34                | 17 gennaio 2013   | Pan-STARRS          |
| 764436 | 2013 BO36                | 5 gennaio 2013    | Mount Lemmon Survey |
| 764437 | 2013 BM40                | 18 gennaio 2013   | Mount Lemmon Survey |
| 764438 | 2013 BX43                | 11 aprile 2005    | Spacewatch          |
| 764439 | 2013 BB51                | 12 ottobre 2010   | Mount Lemmon Survey |
| 764440 | 2013 BQ57                | 5 gennaio 2013    | Mount Lemmon Survey |
| 764441 | 2013 BE61                | 21 dicembre 2012  | Mount Lemmon Survey |
| 764442 | 2013 BX69                | 21 gennaio 2013   | Mount Lemmon Survey |
| 764443 | 2013 BO82                | 3 aprile 2016     | Pan-STARRS          |
| 764444 | 2013 BD83                | 16 gennaio 2013   | Mount Lemmon Survey |
| 764445 | 2013 BA85                | 10 marzo 2014     | Mount Lemmon Survey |
| 764446 | 2013 BP85                | 28 marzo 2014     | Pan-STARRS          |
| 764447 | 2013 BY85                | 19 gennaio 2013   | Mount Lemmon Survey |
| 764448 | 2013 BV88                | 20 gennaio 2013   | Spacewatch          |
| 764449 | 2013 BN90                | 18 gennaio 2013   | Mount Lemmon Survey |
| 764450 | 2013 BO90                | 17 gennaio 2013   | Pan-STARRS          |
| 764451 | 2013 BP90                | 17 gennaio 2013   | Spacewatch          |
| 764452 | 2013 BA91                | 20 gennaio 2013   | Mount Lemmon Survey |
| 764453 | 2013 BF91                | 17 gennaio 2013   | Pan-STARRS          |
| 764454 | 2013 BR91                | 16 gennaio 2013   | Mount Lemmon Survey |
| 764455 | 2013 BO92                | 16 gennaio 2013   | Mount Lemmon Survey |
| 764456 | 2013 BV92                | 16 gennaio 2013   | Mount Lemmon Survey |
| 764457 | 2013 BR94                | 17 gennaio 2013   | Pan-STARRS          |
| 764458 | 2013 BU94                | 17 gennaio 2013   | Mount Lemmon Survey |
| 764459 | 2013 BW94                | 22 gennaio 2013   | Mount Lemmon Survey |
| 764460 | 2013 BX94                | 17 gennaio 2013   | Pan-STARRS          |
| 764461 | 2013 BA95                | 17 gennaio 2013   | Pan-STARRS          |
| 764462 | 2013 BU95                | 17 gennaio 2013   | Pan-STARRS          |
| 764463 | 2013 BQ97                | 16 gennaio 2013   | Pan-STARRS          |
| 764464 | 2013 BG98                | 18 gennaio 2013   | Mount Lemmon Survey |
| 764465 | 2013 BJ98                | 17 gennaio 2013   | Mount Lemmon Survey |
| 764466 | 2013 BL98                | 18 gennaio 2013   | Mount Lemmon Survey |
| 764467 | 2013 BQ100               | 20 gennaio 2013   | Spacewatch          |
| 764468 | 2013 BO101               | 19 gennaio 2013   | Spacewatch          |
| 764469 | 2013 BX101               | 16 gennaio 2013   | Pan-STARRS          |
| 764470 | 2013 BC102               | 17 gennaio 2013   | Pan-STARRS          |
| 764471 | 2013 BJ102               | 16 gennaio 2013   | Mount Lemmon Survey |
| 764472 | 2013 BL102               | 18 gennaio 2013   | Mount Lemmon Survey |
| 764473 | 2013 BP103               | 17 gennaio 2013   | Pan-STARRS          |
| 764474 | 2013 BQ103               | 17 gennaio 2013   | Pan-STARRS          |
| 764475 | 2013 BG104               | 17 gennaio 2013   | Pan-STARRS          |
| 764476 | 2013 BK104               | 26 marzo 2009     | Mount Lemmon Survey |
| 764477 | 2013 BB106               | 18 gennaio 2013   | Pan-STARRS          |
| 764478 | 2013 BS107               | 19 gennaio 2013   | Mount Lemmon Survey |
| 764479 | 2013 BM108               | 17 gennaio 2013   | Pan-STARRS          |
| 764480 | 2013 CM                  | 17 gennaio 2013   | Pan-STARRS          |
| 764481 | 2013 CU3                 | 10 gennaio 2013   | Pan-STARRS          |
| 764482 | 2013 CN7                 | 10 gennaio 2013   | Pan-STARRS          |
| 764483 | 2013 CJ12                | 9 gennaio 2013    | Spacewatch          |
| 764484 | 2013 CZ17                | 1 febbraio 2013   | Spacewatch          |
| 764485 | 2013 CW22                | 1 febbraio 2013   | Pan-STARRS          |
| 764486 | 2013 CT23                | 2 febbraio 2013   | Spacewatch          |
| 764487 | 2013 CG26                | 24 ottobre 2011   | Pan-STARRS          |
| 764488 | 2013 CN28                | 24 settembre 2011 | Pan-STARRS          |
| 764489 | 2013 CA43                | 5 febbraio 2013   | Mount Lemmon Survey |
| 764490 | 2013 CY43                | 5 febbraio 2013   | Spacewatch          |
| 764491 | 2013 CL47                | 5 febbraio 2013   | Mount Lemmon Survey |
| 764492 | 2013 CH60                | 3 febbraio 2013   | Pan-STARRS          |
| 764493 | 2013 CH77                | 18 gennaio 2013   | Spacewatch          |
| 764494 | 2013 CY77                | 3 febbraio 2009   | Spacewatch          |
| 764495 | 2013 CH78                | 17 dicembre 2007  | Spacewatch          |
| 764496 | 2013 CR79                | 10 gennaio 2013   | Pan-STARRS          |
| 764497 | 2013 CK80                | 17 gennaio 2013   | Pan-STARRS          |
| 764498 | 2013 CE93                | 8 febbraio 2013   | Pan-STARRS          |
| 764499 | 2013 CE103               | 26 settembre 2011 | Pan-STARRS          |
| 764500 | 2013 CP105               | 26 agosto 2011    | K. Sárneczky        |

## 764501–764600
| Nome   | Designazione provvisoria | Data di scoperta  | Scopritore          |
| ------ | ------------------------ | ----------------- | ------------------- |
| 764501 | 2013 CG110               | 9 febbraio 2013   | Pan-STARRS          |
| 764502 | 2013 CU112               | 19 gennaio 2013   | Spacewatch          |
| 764503 | 2013 CC114               | 10 febbraio 2013  | Pan-STARRS          |
| 764504 | 2013 CX114               | 2 novembre 2007   | Spacewatch          |
| 764505 | 2013 CR133               | 15 febbraio 2013  | ESA OGS             |
| 764506 | 2013 CA135               | 12 febbraio 2013  | ESA OGS             |
| 764507 | 2013 CG141               | 2 marzo 2009      | Spacewatch          |
| 764508 | 2013 CQ141               | 14 febbraio 2013  | Spacewatch          |
| 764509 | 2013 CB156               | 17 marzo 2009     | Spacewatch          |
| 764510 | 2013 CG157               | 7 gennaio 2006    | Mount Lemmon Survey |
| 764511 | 2013 CA161               | 14 febbraio 2013  | Pan-STARRS          |
| 764512 | 2013 CB162               | 14 febbraio 2013  | Pan-STARRS          |
| 764513 | 2013 CQ164               | 14 febbraio 2013  | Pan-STARRS          |
| 764514 | 2013 CG169               | 16 marzo 2009     | Spacewatch          |
| 764515 | 2013 CO169               | 22 ottobre 2003   | SDSS Collaboration  |
| 764516 | 2013 CZ171               | 7 febbraio 2013   | Spacewatch          |
| 764517 | 2013 CG173               | 15 febbraio 2013  | Pan-STARRS          |
| 764518 | 2013 CM175               | 7 febbraio 2013   | Spacewatch          |
| 764519 | 2013 CA188               | 17 gennaio 2013   | Mount Lemmon Survey |
| 764520 | 2013 CY192               | 14 febbraio 2013  | Mount Lemmon Survey |
| 764521 | 2013 CK209               | 1 febbraio 2013   | Spacewatch          |
| 764522 | 2013 CN213               | 3 marzo 2009      | Mount Lemmon Survey |
| 764523 | 2013 CX213               | 8 febbraio 2013   | Pan-STARRS          |
| 764524 | 2013 CN216               | 9 gennaio 2013    | Mount Lemmon Survey |
| 764525 | 2013 CS216               | 6 febbraio 2013   | Mount Lemmon Survey |
| 764526 | 2013 CW217               | 8 febbraio 2013   | Pan-STARRS          |
| 764527 | 2013 CG218               | 8 febbraio 2013   | Pan-STARRS          |
| 764528 | 2013 CT219               | 23 ottobre 2011   | Pan-STARRS          |
| 764529 | 2013 CT220               | 5 dicembre 2010   | Mount Lemmon Survey |
| 764530 | 2013 CE221               | 1 febbraio 2013   | Spacewatch          |
| 764531 | 2013 CK222               | 18 gennaio 2012   | Mount Lemmon Survey |
| 764532 | 2013 CJ223               | 8 febbraio 2013   | Pan-STARRS          |
| 764533 | 2013 CN223               | 16 febbraio 2015  | Pan-STARRS          |
| 764534 | 2013 CT223               | 22 gennaio 2015   | Pan-STARRS          |
| 764535 | 2013 CF224               | 1 aprile 2009     | Mount Lemmon Survey |
| 764536 | 2013 CY224               | 11 novembre 2007  | Mount Lemmon Survey |
| 764537 | 2013 CG225               | 1 febbraio 2013   | Spacewatch          |
| 764538 | 2013 CV225               | 28 settembre 2011 | Mount Lemmon Survey |
| 764539 | 2013 CL226               | 8 febbraio 2013   | Pan-STARRS          |
| 764540 | 2013 CP226               | 24 ottobre 2011   | Pan-STARRS          |
| 764541 | 2013 CG228               | 15 febbraio 2013  | Pan-STARRS          |
| 764542 | 2013 CH231               | 14 febbraio 2013  | Pan-STARRS          |
| 764543 | 2013 CQ232               | 27 marzo 2015     | Pan-STARRS          |
| 764544 | 2013 CO233               | 9 settembre 2015  | Pan-STARRS          |
| 764545 | 2013 CU233               | 29 aprile 2014    | Pan-STARRS          |
| 764546 | 2013 CO236               | 10 aprile 2016    | Pan-STARRS          |
| 764547 | 2013 CP236               | 23 aprile 2014    | CTIO-DECam          |
| 764548 | 2013 CQ236               | 3 febbraio 2013   | Pan-STARRS          |
| 764549 | 2013 CV236               | 17 marzo 2018     | Pan-STARRS          |
| 764550 | 2013 CF237               | 3 febbraio 2013   | Pan-STARRS          |
| 764551 | 2013 CL237               | 31 gennaio 2017   | Pan-STARRS          |
| 764552 | 2013 CY237               | 7 febbraio 2013   | Spacewatch          |
| 764553 | 2013 CF239               | 3 febbraio 2013   | Pan-STARRS          |
| 764554 | 2013 CT239               | 5 febbraio 2013   | Mount Lemmon Survey |
| 764555 | 2013 CX242               | 15 febbraio 2013  | Pan-STARRS          |
| 764556 | 2013 CX243               | 14 febbraio 2013  | Pan-STARRS          |
| 764557 | 2013 CV244               | 13 febbraio 2013  | Pan-STARRS          |
| 764558 | 2013 CF245               | 9 febbraio 2013   | Pan-STARRS          |
| 764559 | 2013 CC246               | 8 febbraio 2013   | Pan-STARRS          |
| 764560 | 2013 CK246               | 15 febbraio 2013  | Pan-STARRS          |
| 764561 | 2013 CO246               | 1 febbraio 2013   | Mount Lemmon Survey |
| 764562 | 2013 CZ246               | 15 febbraio 2013  | Pan-STARRS          |
| 764563 | 2013 CC247               | 15 febbraio 2013  | Pan-STARRS          |
| 764564 | 2013 CX247               | 14 febbraio 2013  | Spacewatch          |
| 764565 | 2013 CF251               | 2 febbraio 2013   | Mount Lemmon Survey |
| 764566 | 2013 CC256               | 15 febbraio 2013  | Pan-STARRS          |
| 764567 | 2013 CN256               | 8 febbraio 2013   | Pan-STARRS          |
| 764568 | 2013 CK257               | 14 febbraio 2013  | Spacewatch          |
| 764569 | 2013 CC258               | 14 febbraio 2013  | Pan-STARRS          |
| 764570 | 2013 CG259               | 5 febbraio 2013   | Mount Lemmon Survey |
| 764571 | 2013 CX261               | 8 febbraio 2013   | Pan-STARRS          |
| 764572 | 2013 CH264               | 13 febbraio 2013  | Pan-STARRS          |
| 764573 | 2013 CJ268               | 3 febbraio 2013   | Pan-STARRS          |
| 764574 | 2013 CK268               | 8 febbraio 2013   | Pan-STARRS          |
| 764575 | 2013 DG4                 | 26 febbraio 2004  | DES                 |
| 764576 | 2013 DM11                | 5 febbraio 2013   | Pan-STARRS          |
| 764577 | 2013 DP11                | 30 gennaio 2009   | Mount Lemmon Survey |
| 764578 | 2013 DW12                | 9 febbraio 2013   | Pan-STARRS          |
| 764579 | 2013 DO14                | 27 settembre 2011 | Mount Lemmon Survey |
| 764580 | 2013 DA18                | 7 febbraio 2013   | Spacewatch          |
| 764581 | 2013 DX18                | 17 febbraio 2013  | Spacewatch          |
| 764582 | 2013 DY18                | 12 aprile 2018    | Mount Lemmon Survey |
| 764583 | 2013 DM20                | 16 febbraio 2013  | Spacewatch          |
| 764584 | 2013 DW20                | 16 febbraio 2013  | Mount Lemmon Survey |
| 764585 | 2013 DX20                | 14 marzo 2004     | Spacewatch          |
| 764586 | 2013 DV21                | 16 febbraio 2013  | Mount Lemmon Survey |
| 764587 | 2013 DC22                | 16 febbraio 2013  | Mount Lemmon Survey |
| 764588 | 2013 DD23                | 17 febbraio 2013  | Spacewatch          |
| 764589 | 2013 EF8                 | 3 marzo 2013      | Mount Lemmon Survey |
| 764590 | 2013 EK19                | 12 agosto 2010    | Spacewatch          |
| 764591 | 2013 EW20                | 8 febbraio 2013   | Pan-STARRS          |
| 764592 | 2013 ET24                | 5 marzo 2013      | Spacewatch          |
| 764593 | 2013 ED25                | 6 marzo 2013      | Pan-STARRS          |
| 764594 | 2013 ED26                | 28 marzo 2008     | Mount Lemmon Survey |
| 764595 | 2013 EU38                | 8 marzo 2013      | Pan-STARRS          |
| 764596 | 2013 EY40                | 11 marzo 2013     | Mount Lemmon Survey |
| 764597 | 2013 EU42                | 5 marzo 2013      | Mount Lemmon Survey |
| 764598 | 2013 EY44                | 6 marzo 2013      | Pan-STARRS          |
| 764599 | 2013 ET50                | 6 marzo 2013      | Pan-STARRS          |
| 764600 | 2013 EV51                | 8 marzo 2013      | Pan-STARRS          |

## 764601–764700
| Nome   | Designazione provvisoria | Data di scoperta  | Scopritore                 |
| ------ | ------------------------ | ----------------- | -------------------------- |
| 764601 | 2013 EZ57                | 8 marzo 2013      | Pan-STARRS                 |
| 764602 | 2013 EZ59                | 8 marzo 2013      | Pan-STARRS                 |
| 764603 | 2013 EM60                | 8 marzo 2013      | Pan-STARRS                 |
| 764604 | 2013 EC63                | 8 marzo 2013      | Pan-STARRS                 |
| 764605 | 2013 EK68                | 7 marzo 2013      | Spacewatch                 |
| 764606 | 2013 EX69                | 14 febbraio 2013  | Pan-STARRS                 |
| 764607 | 2013 EG70                | 14 febbraio 2013  | Pan-STARRS                 |
| 764608 | 2013 EP74                | 29 novembre 2011  | Spacewatch                 |
| 764609 | 2013 EO75                | 7 settembre 2011  | Spacewatch                 |
| 764610 | 2013 EP78                | 8 marzo 2013      | Pan-STARRS                 |
| 764611 | 2013 ED84                | 8 marzo 2013      | Pan-STARRS                 |
| 764612 | 2013 EN93                | 13 marzo 2013     | Mount Lemmon Survey        |
| 764613 | 2013 ER98                | 8 marzo 2013      | Pan-STARRS                 |
| 764614 | 2013 ED113               | 10 settembre 2007 | Mount Lemmon Survey        |
| 764615 | 2013 EQ129               | 12 marzo 2013     | M. W. Buie                 |
| 764616 | 2013 ER132               | 13 febbraio 2008  | Spacewatch                 |
| 764617 | 2013 ED142               | 30 marzo 2008     | Spacewatch                 |
| 764618 | 2013 EE152               | 25 novembre 2011  | Pan-STARRS                 |
| 764619 | 2013 EL154               | 23 aprile 2015    | Pan-STARRS                 |
| 764620 | 2013 EP156               | 5 marzo 2013      | Pan-STARRS                 |
| 764621 | 2013 EQ156               | 5 marzo 2013      | Pan-STARRS                 |
| 764622 | 2013 ES156               | 5 marzo 2013      | Pan-STARRS                 |
| 764623 | 2013 EW156               | 5 marzo 2013      | Pan-STARRS                 |
| 764624 | 2013 EA157               | 6 marzo 2013      | Pan-STARRS                 |
| 764625 | 2013 EK158               | 8 marzo 2013      | Pan-STARRS                 |
| 764626 | 2013 EL159               | 15 marzo 2013     | Spacewatch                 |
| 764627 | 2013 ET159               | 4 luglio 2005     | Mount Lemmon Survey        |
| 764628 | 2013 EU159               | 6 marzo 2013      | Pan-STARRS                 |
| 764629 | 2013 EO160               | 8 marzo 2013      | Pan-STARRS                 |
| 764630 | 2013 EN163               | 10 ottobre 2015   | Pan-STARRS                 |
| 764631 | 2013 EX163               | 12 giugno 2016    | Mount Lemmon Survey        |
| 764632 | 2013 EA164               | 5 marzo 2013      | Pan-STARRS                 |
| 764633 | 2013 ED164               | 18 febbraio 2017  | Pan-STARRS                 |
| 764634 | 2013 EE164               | 25 luglio 2015    | Pan-STARRS                 |
| 764635 | 2013 ES165               | 12 ottobre 2015   | Mount Lemmon Survey        |
| 764636 | 2013 EU166               | 25 febbraio 2014  | M. C. Kotson, D. J. Tholen |
| 764637 | 2013 EO167               | 15 marzo 2013     | Spacewatch                 |
| 764638 | 2013 EW167               | 5 marzo 2013      | Mount Lemmon Survey        |
| 764639 | 2013 EP169               | 2 aprile 2000     | Spacewatch                 |
| 764640 | 2013 EC171               | 3 marzo 2013      | Spacewatch                 |
| 764641 | 2013 EF171               | 13 marzo 2013     | Spacewatch                 |
| 764642 | 2013 EA172               | 8 marzo 2013      | Pan-STARRS                 |
| 764643 | 2013 EC175               | 5 marzo 2013      | Mount Lemmon Survey        |
| 764644 | 2013 EB176               | 16 marzo 2009     | Spacewatch                 |
| 764645 | 2013 EF176               | 24 novembre 2011  | Pan-STARRS                 |
| 764646 | 2013 EW177               | 4 marzo 2013      | Pan-STARRS                 |
| 764647 | 2013 EH178               | 5 marzo 2013      | Mount Lemmon Survey        |
| 764648 | 2013 EE180               | 13 marzo 2013     | Pan-STARRS                 |
| 764649 | 2013 EJ180               | 5 marzo 2013      | Pan-STARRS                 |
| 764650 | 2013 EV180               | 5 marzo 2013      | Mount Lemmon Survey        |
| 764651 | 2013 EC182               | 19 novembre 2011  | Mount Lemmon Survey        |
| 764652 | 2013 ES183               | 14 marzo 2013     | Mount Lemmon Survey        |
| 764653 | 2013 EE185               | 5 marzo 2013      | Pan-STARRS                 |
| 764654 | 2013 FK3                 | 5 marzo 2013      | Pan-STARRS                 |
| 764655 | 2013 FG9                 | 7 luglio 2011     | Mount Lemmon Survey        |
| 764656 | 2013 FY16                | 13 marzo 2013     | Spacewatch                 |
| 764657 | 2013 FV25                | 5 marzo 2013      | Pan-STARRS                 |
| 764658 | 2013 FD29                | 17 marzo 2013     | Mount Lemmon Survey        |
| 764659 | 2013 FF29                | 19 marzo 2013     | Pan-STARRS                 |
| 764660 | 2013 FX29                | 19 marzo 2013     | Pan-STARRS                 |
| 764661 | 2013 FJ31                | 19 marzo 2013     | Pan-STARRS                 |
| 764662 | 2013 FK32                | 18 marzo 2013     | Mount Lemmon Survey        |
| 764663 | 2013 FG33                | 13 marzo 2013     | Mount Lemmon Survey        |
| 764664 | 2013 FH34                | 19 marzo 2013     | Pan-STARRS                 |
| 764665 | 2013 FS34                | 31 marzo 2013     | Mount Lemmon Survey        |
| 764666 | 2013 FJ38                | 17 marzo 2013     | Mount Lemmon Survey        |
| 764667 | 2013 FT38                | 19 marzo 2013     | Pan-STARRS                 |
| 764668 | 2013 FX38                | 17 marzo 2013     | Mount Lemmon Survey        |
| 764669 | 2013 GT4                 | 1 aprile 2013     | Mount Lemmon Survey        |
| 764670 | 2013 GA5                 | 3 marzo 2009      | Spacewatch                 |
| 764671 | 2013 GQ6                 | 19 marzo 2013     | Pan-STARRS                 |
| 764672 | 2013 GZ6                 | 22 aprile 2004    | SDSS Collaboration         |
| 764673 | 2013 GK21                | 15 gennaio 2007   | Osservatorio di Mauna Kea  |
| 764674 | 2013 GX34                | 7 aprile 2013     | Mount Lemmon Survey        |
| 764675 | 2013 GK35                | 22 marzo 2013     | L. Bernasconi              |
| 764676 | 2013 GF39                | 11 gennaio 2008   | Mount Lemmon Survey        |
| 764677 | 2013 GK40                | 12 settembre 2007 | Spacewatch                 |
| 764678 | 2013 GW51                | 10 aprile 2013    | Mount Lemmon Survey        |
| 764679 | 2013 GG54                | 6 aprile 1995     | Spacewatch                 |
| 764680 | 2013 GY72                | 13 marzo 2013     | Pan-STARRS                 |
| 764681 | 2013 GV73                | 12 aprile 2013    | Pan-STARRS                 |
| 764682 | 2013 GW78                | 21 ottobre 2006   | Spacewatch                 |
| 764683 | 2013 GO89                | 11 marzo 2013     | Mount Lemmon Survey        |
| 764684 | 2013 GA91                | 16 aprile 2013    | A. Oreshko                 |
| 764685 | 2013 GJ94                | 5 marzo 2013      | Pan-STARRS                 |
| 764686 | 2013 GM103               | 29 febbraio 2000  | LINEAR                     |
| 764687 | 2013 GK115               | 30 maggio 2009    | Mount Lemmon Survey        |
| 764688 | 2013 GZ116               | 17 marzo 2013     | Spacewatch                 |
| 764689 | 2013 GF122               | 10 aprile 2013    | Spacewatch                 |
| 764690 | 2013 GE128               | 3 aprile 2013     | PTF                        |
| 764691 | 2013 GT132               | 14 marzo 2013     | Spacewatch                 |
| 764692 | 2013 GK133               | 13 marzo 2013     | Pan-STARRS                 |
| 764693 | 2013 GD134               | 7 aprile 2013     | Mount Lemmon Survey        |
| 764694 | 2013 GJ139               | 8 aprile 2013     | Mount Lemmon Survey        |
| 764695 | 2013 GL139               | 15 aprile 2013    | Pan-STARRS                 |
| 764696 | 2013 GJ140               | 10 aprile 2013    | Pan-STARRS                 |
| 764697 | 2013 GM141               | 15 aprile 2013    | Pan-STARRS                 |
| 764698 | 2013 GU141               | 13 aprile 2013    | Pan-STARRS                 |
| 764699 | 2013 GM142               | 9 aprile 2013     | Pan-STARRS                 |
| 764700 | 2013 GO142               | 22 settembre 2014 | Spacewatch                 |

## 764701–764800
| Nome   | Designazione provvisoria | Data di scoperta  | Scopritore                |
| ------ | ------------------------ | ----------------- | ------------------------- |
| 764701 | 2013 GQ142               | 3 agosto 2014     | Pan-STARRS                |
| 764702 | 2013 GT142               | 10 aprile 2013    | Pan-STARRS                |
| 764703 | 2013 GZ146               | 24 maggio 2014    | Pan-STARRS                |
| 764704 | 2013 GP147               | 13 aprile 2013    | Pan-STARRS                |
| 764705 | 2013 GV147               | 20 marzo 2017     | Pan-STARRS                |
| 764706 | 2013 GX147               | 11 aprile 2013    | Mount Lemmon Survey       |
| 764707 | 2013 GS148               | 16 ottobre 2015   | Spacewatch                |
| 764708 | 2013 GF149               | 10 aprile 2013    | Pan-STARRS                |
| 764709 | 2013 GL149               | 10 aprile 2013    | Mount Lemmon Survey       |
| 764710 | 2013 GO149               | 12 aprile 2013    | Pan-STARRS                |
| 764711 | 2013 GQ149               | 28 gennaio 2017   | Pan-STARRS                |
| 764712 | 2013 GW149               | 20 settembre 2015 | Mount Lemmon Survey       |
| 764713 | 2013 GE150               | 26 gennaio 2017   | Mount Lemmon Survey       |
| 764714 | 2013 GL150               | 3 novembre 2015   | Mount Lemmon Survey       |
| 764715 | 2013 GN150               | 20 agosto 2014    | Pan-STARRS                |
| 764716 | 2013 GA151               | 10 aprile 2013    | SSS                       |
| 764717 | 2013 GB151               | 30 settembre 2010 | Mount Lemmon Survey       |
| 764718 | 2013 GO154               | 10 aprile 2013    | Pan-STARRS                |
| 764719 | 2013 GL155               | 12 aprile 2013    | Pan-STARRS                |
| 764720 | 2013 GO155               | 12 aprile 2013    | Pan-STARRS                |
| 764721 | 2013 HS5                 | 18 aprile 2013    | Mount Lemmon Survey       |
| 764722 | 2013 HM17                | 14 marzo 2013     | Spacewatch                |
| 764723 | 2013 HT17                | 12 febbraio 2002  | W. K. Y. Yeung            |
| 764724 | 2013 HE28                | 17 aprile 2013    | Pan-STARRS                |
| 764725 | 2013 HC31                | 9 aprile 2013     | Pan-STARRS                |
| 764726 | 2013 HN34                | 9 settembre 2007  | Spacewatch                |
| 764727 | 2013 HM35                | 28 gennaio 2000   | Spacewatch                |
| 764728 | 2013 HP38                | 16 aprile 2013    | CTIO-DECam                |
| 764729 | 2013 HW38                | 9 aprile 2013     | Pan-STARRS                |
| 764730 | 2013 HW39                | 9 aprile 2013     | Pan-STARRS                |
| 764731 | 2013 HR43                | 27 gennaio 2007   | Mount Lemmon Survey       |
| 764732 | 2013 HE45                | 16 aprile 2013    | CTIO-DECam                |
| 764733 | 2013 HF47                | 17 settembre 2006 | Spacewatch                |
| 764734 | 2013 HN51                | 16 aprile 2013    | CTIO-DECam                |
| 764735 | 2013 HJ53                | 10 gennaio 2008   | Spacewatch                |
| 764736 | 2013 HT54                | 20 novembre 2006  | Spacewatch                |
| 764737 | 2013 HW59                | 9 aprile 2013     | Pan-STARRS                |
| 764738 | 2013 HB61                | 1 novembre 2010   | Mount Lemmon Survey       |
| 764739 | 2013 HS61                | 9 aprile 2013     | Pan-STARRS                |
| 764740 | 2013 HO63                | 2 ottobre 2010    | Spacewatch                |
| 764741 | 2013 HT63                | 9 aprile 2013     | Pan-STARRS                |
| 764742 | 2013 HN70                | 5 ottobre 2005    | Mount Lemmon Survey       |
| 764743 | 2013 HN71                | 8 febbraio 2008   | Spacewatch                |
| 764744 | 2013 HV73                | 11 aprile 2008    | Mount Lemmon Survey       |
| 764745 | 2013 HA78                | 13 febbraio 2008  | Spacewatch                |
| 764746 | 2013 HC78                | 1 gennaio 2012    | Mount Lemmon Survey       |
| 764747 | 2013 HE79                | 16 aprile 2013    | CTIO-DECam                |
| 764748 | 2013 HX92                | 30 gennaio 2008   | Mount Lemmon Survey       |
| 764749 | 2013 HY97                | 10 aprile 2013    | Pan-STARRS                |
| 764750 | 2013 HD102               | 16 aprile 2013    | CTIO-DECam                |
| 764751 | 2013 HK102               | 2 gennaio 2012    | Mount Lemmon Survey       |
| 764752 | 2013 HW104               | 19 settembre 1998 | SDSS Collaboration        |
| 764753 | 2013 HJ105               | 10 aprile 2013    | Pan-STARRS                |
| 764754 | 2013 HH109               | 10 aprile 2013    | Pan-STARRS                |
| 764755 | 2013 HP109               | 10 aprile 2013    | Pan-STARRS                |
| 764756 | 2013 HT112               | 28 settembre 2006 | Spacewatch                |
| 764757 | 2013 HV113               | 26 ottobre 2011   | Pan-STARRS                |
| 764758 | 2013 HA115               | 14 ottobre 2010   | Mount Lemmon Survey       |
| 764759 | 2013 HK118               | 3 maggio 2013     | Pan-STARRS                |
| 764760 | 2013 HD127               | 9 aprile 2013     | Pan-STARRS                |
| 764761 | 2013 HJ131               | 9 aprile 2013     | Pan-STARRS                |
| 764762 | 2013 HN132               | 1 ottobre 2011    | Spacewatch                |
| 764763 | 2013 HQ133               | 10 gennaio 2008   | Spacewatch                |
| 764764 | 2013 HV133               | 17 aprile 2013    | CTIO-DECam                |
| 764765 | 2013 HL136               | 17 aprile 2013    | CTIO-DECam                |
| 764766 | 2013 HT136               | 17 aprile 2013    | CTIO-DECam                |
| 764767 | 2013 HA139               | 17 settembre 2010 | Mount Lemmon Survey       |
| 764768 | 2013 HJ143               | 17 aprile 2013    | CTIO-DECam                |
| 764769 | 2013 HY149               | 11 settembre 2010 | Spacewatch                |
| 764770 | 2013 HX157               | 19 aprile 2013    | Mount Lemmon Survey       |
| 764771 | 2013 HY158               | 16 aprile 2013    | Pan-STARRS                |
| 764772 | 2013 HL160               | 19 aprile 2013    | Pan-STARRS                |
| 764773 | 2013 HJ161               | 19 aprile 2013    | Pan-STARRS                |
| 764774 | 2013 HO161               | 17 aprile 2013    | Pan-STARRS                |
| 764775 | 2013 HP161               | 19 aprile 2013    | Pan-STARRS                |
| 764776 | 2013 HY161               | 18 aprile 2013    | Spacewatch                |
| 764777 | 2013 HE165               | 22 aprile 2013    | Pan-STARRS                |
| 764778 | 2013 JH2                 | 9 aprile 2013     | Pan-STARRS                |
| 764779 | 2013 JB10                | 5 maggio 2013     | Pan-STARRS                |
| 764780 | 2013 JT12                | 8 maggio 2013     | Pan-STARRS                |
| 764781 | 2013 JC27                | 18 aprile 2013    | Mount Lemmon Survey       |
| 764782 | 2013 JH32                | 12 maggio 2013    | Mount Lemmon Survey       |
| 764783 | 2013 JE49                | 8 maggio 2013     | Pan-STARRS                |
| 764784 | 2013 JG52                | 9 aprile 2013     | Pan-STARRS                |
| 764785 | 2013 JM52                | 26 ottobre 2006   | Osservatorio di Mauna Kea |
| 764786 | 2013 JW67                | 8 maggio 2013     | Pan-STARRS                |
| 764787 | 2013 JJ68                | 17 novembre 2014  | Mount Lemmon Survey       |
| 764788 | 2013 JC71                | 29 luglio 2014    | Pan-STARRS                |
| 764789 | 2013 JQ71                | 22 febbraio 2017  | Pan-STARRS                |
| 764790 | 2013 JV71                | 12 maggio 2013    | Spacewatch                |
| 764791 | 2013 JD72                | 15 maggio 2013    | Pan-STARRS                |
| 764792 | 2013 JX73                | 25 marzo 2017     | Mount Lemmon Survey       |
| 764793 | 2013 JD74                | 2 settembre 2014  | Pan-STARRS                |
| 764794 | 2013 JJ74                | 30 settembre 2010 | Mount Lemmon Survey       |
| 764795 | 2013 JR74                | 15 maggio 2013    | Pan-STARRS                |
| 764796 | 2013 JV74                | 5 maggio 2013     | Pan-STARRS                |
| 764797 | 2013 JY74                | 8 maggio 2013     | Pan-STARRS                |
| 764798 | 2013 JZ77                | 9 maggio 2013     | Pan-STARRS                |
| 764799 | 2013 JL78                | 8 maggio 2013     | Pan-STARRS                |
| 764800 | 2013 JE79                | 12 maggio 2013    | Mount Lemmon Survey       |

## 764801–764900
| Nome   | Designazione provvisoria | Data di scoperta  | Scopritore                |
| ------ | ------------------------ | ----------------- | ------------------------- |
| 764801 | 2013 KS4                 | 10 novembre 2010  | Mount Lemmon Survey       |
| 764802 | 2013 KM11                | 16 maggio 2013    | Pan-STARRS                |
| 764803 | 2013 KN12                | 12 febbraio 2004  | Spacewatch                |
| 764804 | 2013 KA15                | 29 dicembre 2011  | Spacewatch                |
| 764805 | 2013 KP15                | 6 aprile 2008     | Mount Lemmon Survey       |
| 764806 | 2013 KF19                | 16 maggio 2013    | Pan-STARRS                |
| 764807 | 2013 KW19                | 13 febbraio 2008  | Spacewatch                |
| 764808 | 2013 LU4                 | 8 maggio 2013     | Pan-STARRS                |
| 764809 | 2013 LG14                | 5 giugno 2013     | Mount Lemmon Survey       |
| 764810 | 2013 LE18                | 3 maggio 2013     | Mount Lemmon Survey       |
| 764811 | 2013 LA21                | 1 giugno 2013     | Pan-STARRS                |
| 764812 | 2013 LZ22                | 2 maggio 2013     | Pan-STARRS                |
| 764813 | 2013 LJ37                | 1 giugno 2013     | Mount Lemmon Survey       |
| 764814 | 2013 LV37                | 23 agosto 2014    | Pan-STARRS                |
| 764815 | 2013 LE38                | 6 dicembre 2015   | Pan-STARRS                |
| 764816 | 2013 LT38                | 8 giugno 2013     | Mount Lemmon Survey       |
| 764817 | 2013 LN40                | 3 aprile 2017     | Mount Lemmon Survey       |
| 764818 | 2013 LP41                | 7 giugno 2013     | Pan-STARRS                |
| 764819 | 2013 LN44                | 12 giugno 2013    | Pan-STARRS                |
| 764820 | 2013 MJ4                 | 18 giugno 2013    | Mount Lemmon Survey       |
| 764821 | 2013 MP6                 | 18 giugno 2013    | Pan-STARRS                |
| 764822 | 2013 MH8                 | 7 giugno 2013     | Pan-STARRS                |
| 764823 | 2013 MA11                | 18 giugno 2013    | Pan-STARRS                |
| 764824 | 2013 MJ12                | 13 marzo 2012     | Mount Lemmon Survey       |
| 764825 | 2013 MS13                | 20 giugno 2013    | Pan-STARRS                |
| 764826 | 2013 MF14                | 23 ottobre 2014   | Spacewatch                |
| 764827 | 2013 MJ14                | 2 settembre 2014  | Pan-STARRS                |
| 764828 | 2013 MS14                | 18 giugno 2013    | Pan-STARRS                |
| 764829 | 2013 MC15                | 18 giugno 2013    | Pan-STARRS                |
| 764830 | 2013 MH15                | 19 giugno 2013    | Pan-STARRS                |
| 764831 | 2013 MF17                | 2 marzo 2016      | Pan-STARRS                |
| 764832 | 2013 MQ17                | 19 giugno 2013    | Pan-STARRS                |
| 764833 | 2013 MS17                | 18 giugno 2013    | Pan-STARRS                |
| 764834 | 2013 MS19                | 20 giugno 2013    | Pan-STARRS                |
| 764835 | 2013 MS20                | 30 giugno 2013    | Pan-STARRS                |
| 764836 | 2013 NX3                 | 20 giugno 2013    | Pan-STARRS                |
| 764837 | 2013 NL7                 | 3 novembre 2010   | Mount Lemmon Survey       |
| 764838 | 2013 NE11                | 27 febbraio 2012  | Pan-STARRS                |
| 764839 | 2013 NB12                | 29 marzo 2012     | Pan-STARRS                |
| 764840 | 2013 NO12                | 6 luglio 2013     | Pan-STARRS                |
| 764841 | 2013 NU13                | 8 luglio 2013     | R. Holmes                 |
| 764842 | 2013 NJ21                | 26 gennaio 2012   | Spacewatch                |
| 764843 | 2013 NL25                | 15 settembre 2009 | Spacewatch                |
| 764844 | 2013 NZ26                | 15 luglio 2013    | Pan-STARRS                |
| 764845 | 2013 NZ27                | 5 settembre 2008  | Spacewatch                |
| 764846 | 2013 NJ28                | 1 luglio 2013     | Pan-STARRS                |
| 764847 | 2013 NZ28                | 12 luglio 2013    | Pan-STARRS                |
| 764848 | 2013 NC29                | 13 luglio 2013    | Mount Lemmon Survey       |
| 764849 | 2013 NE29                | 13 luglio 2013    | Pan-STARRS                |
| 764850 | 2013 NJ29                | 14 luglio 2013    | Pan-STARRS                |
| 764851 | 2013 NW29                | 14 luglio 2013    | Pan-STARRS                |
| 764852 | 2013 NV30                | 14 luglio 2013    | Pan-STARRS                |
| 764853 | 2013 NW30                | 14 luglio 2013    | Pan-STARRS                |
| 764854 | 2013 NF31                | 14 luglio 2013    | Pan-STARRS                |
| 764855 | 2013 NV31                | 15 luglio 2013    | Pan-STARRS                |
| 764856 | 2013 NF32                | 15 luglio 2013    | Pan-STARRS                |
| 764857 | 2013 NM32                | 27 aprile 2012    | Pan-STARRS                |
| 764858 | 2013 NP32                | 15 luglio 2013    | Pan-STARRS                |
| 764859 | 2013 NS32                | 25 febbraio 2011  | Mount Lemmon Survey       |
| 764860 | 2013 NV32                | 23 agosto 2004    | Spacewatch                |
| 764861 | 2013 NE34                | 11 marzo 2016     | Pan-STARRS                |
| 764862 | 2013 NF34                | 12 luglio 2013    | Pan-STARRS                |
| 764863 | 2013 NG34                | 21 gennaio 2015   | Pan-STARRS                |
| 764864 | 2013 NJ34                | 15 luglio 2013    | Pan-STARRS                |
| 764865 | 2013 NL34                | 13 luglio 2013    | Mount Lemmon Survey       |
| 764866 | 2013 NP34                | 1 luglio 2013     | Pan-STARRS                |
| 764867 | 2013 NT34                | 15 luglio 2013    | Pan-STARRS                |
| 764868 | 2013 NV34                | 20 agosto 2014    | Pan-STARRS                |
| 764869 | 2013 NJ35                | 12 luglio 2013    | Pan-STARRS                |
| 764870 | 2013 NN35                | 15 dicembre 2014  | Mount Lemmon Survey       |
| 764871 | 2013 NX35                | 20 giugno 2013    | Mount Lemmon Survey       |
| 764872 | 2013 NZ35                | 14 luglio 2013    | Pan-STARRS                |
| 764873 | 2013 NS36                | 13 luglio 2013    | Pan-STARRS                |
| 764874 | 2013 NY38                | 15 luglio 2013    | Pan-STARRS                |
| 764875 | 2013 NE40                | 30 agosto 2014    | Pan-STARRS                |
| 764876 | 2013 NO40                | 28 luglio 2007    | Osservatorio di Mauna Kea |
| 764877 | 2013 NO41                | 14 luglio 2013    | Pan-STARRS                |
| 764878 | 2013 NX48                | 13 luglio 2013    | Pan-STARRS                |
| 764879 | 2013 NU49                | 14 luglio 2013    | Pan-STARRS                |
| 764880 | 2013 NF50                | 12 luglio 2013    | Pan-STARRS                |
| 764881 | 2013 NB51                | 15 luglio 2013    | Pan-STARRS                |
| 764882 | 2013 NL51                | 15 luglio 2013    | Pan-STARRS                |
| 764883 | 2013 NY52                | 6 luglio 2013     | Pan-STARRS                |
| 764884 | 2013 NO53                | 14 luglio 2013    | Pan-STARRS                |
| 764885 | 2013 NK54                | 9 luglio 2013     | Pan-STARRS                |
| 764886 | 2013 NU55                | 15 luglio 2013    | Pan-STARRS                |
| 764887 | 2013 NW56                | 13 luglio 2013    | Pan-STARRS                |
| 764888 | 2013 NS57                | 15 luglio 2013    | Pan-STARRS                |
| 764889 | 2013 NB58                | 13 luglio 2013    | Pan-STARRS                |
| 764890 | 2013 NE58                | 14 luglio 2013    | Pan-STARRS                |
| 764891 | 2013 NL58                | 14 luglio 2013    | Pan-STARRS                |
| 764892 | 2013 NN59                | 14 luglio 2013    | Pan-STARRS                |
| 764893 | 2013 NB66                | 14 luglio 2013    | Pan-STARRS                |
| 764894 | 2013 NJ67                | 14 luglio 2013    | Pan-STARRS                |
| 764895 | 2013 OQ1                 | 17 luglio 2013    | Pan-STARRS                |
| 764896 | 2013 OR7                 | 30 luglio 2013    | Spacewatch                |
| 764897 | 2013 OT10                | 17 luglio 2013    | Pan-STARRS                |
| 764898 | 2013 OK12                | 19 aprile 2007    | Spacewatch                |
| 764899 | 2013 OB14                | 16 luglio 2013    | Pan-STARRS                |
| 764900 | 2013 OK14                | 19 marzo 2017     | Mount Lemmon Survey       |

## 764901–765000
| Nome   | Designazione provvisoria | Data di scoperta  | Scopritore          |
| ------ | ------------------------ | ----------------- | ------------------- |
| 764901 | 2013 OD16                | 17 luglio 2013    | Pan-STARRS          |
| 764902 | 2013 OJ16                | 28 luglio 2013    | Spacewatch          |
| 764903 | 2013 OR16                | 16 luglio 2013    | Pan-STARRS          |
| 764904 | 2013 OH18                | 16 luglio 2013    | Pan-STARRS          |
| 764905 | 2013 OM18                | 16 luglio 2013    | Pan-STARRS          |
| 764906 | 2013 ON18                | 16 luglio 2013    | Pan-STARRS          |
| 764907 | 2013 PQ5                 | 2 agosto 2013     | Pan-STARRS          |
| 764908 | 2013 PW5                 | 30 gennaio 2011   | Mount Lemmon Survey |
| 764909 | 2013 PR13                | 30 ottobre 2005   | Mount Lemmon Survey |
| 764910 | 2013 PM18                | 14 luglio 2013    | Pan-STARRS          |
| 764911 | 2013 PQ24                | 3 ottobre 2006    | Mount Lemmon Survey |
| 764912 | 2013 PG26                | 20 giugno 2013    | Pan-STARRS          |
| 764913 | 2013 PU27                | 23 settembre 2008 | Spacewatch          |
| 764914 | 2013 PV32                | 7 agosto 2013     | Spacewatch          |
| 764915 | 2013 PY32                | 3 ottobre 2008    | Spacewatch          |
| 764916 | 2013 PQ35                | 9 agosto 2013     | Spacewatch          |
| 764917 | 2013 PO45                | 7 settembre 2008  | Mount Lemmon Survey |
| 764918 | 2013 PU46                | 15 luglio 2013    | Pan-STARRS          |
| 764919 | 2013 PA51                | 12 agosto 2013    | Pan-STARRS          |
| 764920 | 2013 PT51                | 24 ottobre 2009   | Spacewatch          |
| 764921 | 2013 PC57                | 24 novembre 2003  | LONEOS              |
| 764922 | 2013 PK58                | 16 luglio 2013    | Pan-STARRS          |
| 764923 | 2013 PR59                | 15 luglio 2013    | Pan-STARRS          |
| 764924 | 2013 PF60                | 15 agosto 2013    | Pan-STARRS          |
| 764925 | 2013 PY62                | 15 luglio 2013    | Pan-STARRS          |
| 764926 | 2013 PP63                | 23 gennaio 2011   | Mount Lemmon Survey |
| 764927 | 2013 PX64                | 15 luglio 2013    | Pan-STARRS          |
| 764928 | 2013 PB65                | 15 agosto 2013    | Pan-STARRS          |
| 764929 | 2013 PU74                | 4 agosto 2013     | Pan-STARRS          |
| 764930 | 2013 PM78                | 15 agosto 2013    | Pan-STARRS          |
| 764931 | 2013 PO78                | 1 marzo 2011      | Mount Lemmon Survey |
| 764932 | 2013 PY79                | 15 marzo 2012     | Mount Lemmon Survey |
| 764933 | 2013 PJ80                | 7 agosto 2008     | Spacewatch          |
| 764934 | 2013 PG81                | 12 agosto 2013    | Pan-STARRS          |
| 764935 | 2013 PR81                | 14 agosto 2013    | Pan-STARRS          |
| 764936 | 2013 PB82                | 14 agosto 2013    | Pan-STARRS          |
| 764937 | 2013 PJ82                | 15 agosto 2013    | Pan-STARRS          |
| 764938 | 2013 PO85                | 8 agosto 2013     | Pan-STARRS          |
| 764939 | 2013 PD86                | 12 agosto 2013    | Pan-STARRS          |
| 764940 | 2013 PV90                | 14 agosto 2013    | Pan-STARRS          |
| 764941 | 2013 PM91                | 21 novembre 2014  | Pan-STARRS          |
| 764942 | 2013 PW91                | 19 ottobre 2003   | Spacewatch          |
| 764943 | 2013 PY91                | 14 agosto 2013    | Pan-STARRS          |
| 764944 | 2013 PZ91                | 3 dicembre 2014   | Pan-STARRS          |
| 764945 | 2013 PK92                | 11 gennaio 2008   | Spacewatch          |
| 764946 | 2013 PM92                | 8 luglio 2018     | Pan-STARRS          |
| 764947 | 2013 PN92                | 14 agosto 2013    | Pan-STARRS          |
| 764948 | 2013 PH93                | 9 agosto 2013     | Pan-STARRS          |
| 764949 | 2013 PQ95                | 14 gennaio 2016   | Pan-STARRS          |
| 764950 | 2013 PF97                | 14 agosto 2013    | Pan-STARRS          |
| 764951 | 2013 PP98                | 14 agosto 2013    | Pan-STARRS          |
| 764952 | 2013 PS98                | 24 marzo 2006     | Mount Lemmon Survey |
| 764953 | 2013 PV99                | 9 agosto 2013     | Pan-STARRS          |
| 764954 | 2013 PT100               | 8 agosto 2013     | Spacewatch          |
| 764955 | 2013 PV100               | 14 agosto 2013    | Pan-STARRS          |
| 764956 | 2013 PS101               | 9 agosto 2013     | Pan-STARRS          |
| 764957 | 2013 PM102               | 15 agosto 2013    | Pan-STARRS          |
| 764958 | 2013 PV102               | 14 agosto 2013    | Pan-STARRS          |
| 764959 | 2013 PO105               | 15 agosto 2013    | Pan-STARRS          |
| 764960 | 2013 PT105               | 14 agosto 2013    | Pan-STARRS          |
| 764961 | 2013 PE106               | 12 agosto 2013    | Pan-STARRS          |
| 764962 | 2013 PK106               | 12 agosto 2013    | Pan-STARRS          |
| 764963 | 2013 PN106               | 12 agosto 2013    | Pan-STARRS          |
| 764964 | 2013 PB108               | 12 agosto 2013    | Pan-STARRS          |
| 764965 | 2013 PH110               | 9 agosto 2013     | Pan-STARRS          |
| 764966 | 2013 PW114               | 14 agosto 2013    | Pan-STARRS          |
| 764967 | 2013 PO118               | 9 agosto 2013     | Pan-STARRS          |
| 764968 | 2013 PV121               | 14 agosto 2013    | Pan-STARRS          |
| 764969 | 2013 PC122               | 12 agosto 2013    | Pan-STARRS          |
| 764970 | 2013 PN125               | 4 agosto 2013     | Pan-STARRS          |
| 764971 | 2013 PY125               | 8 agosto 2013     | Pan-STARRS          |
| 764972 | 2013 PB136               | 8 agosto 2013     | Pan-STARRS          |
| 764973 | 2013 PC136               | 15 agosto 2013    | Pan-STARRS          |
| 764974 | 2013 PL137               | 15 agosto 2013    | Pan-STARRS          |
| 764975 | 2013 PE139               | 9 agosto 2013     | Pan-STARRS          |
| 764976 | 2013 PD140               | 9 agosto 2013     | Pan-STARRS          |
| 764977 | 2013 PQ141               | 15 agosto 2013    | Pan-STARRS          |
| 764978 | 2013 QW3                 | 30 ottobre 2010   | Mount Lemmon Survey |
| 764979 | 2013 QH6                 | 9 agosto 2013     | Pan-STARRS          |
| 764980 | 2013 QE8                 | 11 marzo 2005     | DES                 |
| 764981 | 2013 QX17                | 17 settembre 2006 | Spacewatch          |
| 764982 | 2013 QX19                | 6 ottobre 2008    | Mount Lemmon Survey |
| 764983 | 2013 QU20                | 26 agosto 2013    | Pan-STARRS          |
| 764984 | 2013 QV20                | 9 agosto 2013     | Spacewatch          |
| 764985 | 2013 QR24                | 26 agosto 2013    | Pan-STARRS          |
| 764986 | 2013 QM33                | 15 marzo 2012     | Spacewatch          |
| 764987 | 2013 QN33                | 30 agosto 2013    | Pan-STARRS          |
| 764988 | 2013 QB34                | 29 luglio 2008    | Spacewatch          |
| 764989 | 2013 QJ39                | 12 agosto 2013    | Pan-STARRS          |
| 764990 | 2013 QF45                | 30 agosto 2013    | Pan-STARRS          |
| 764991 | 2013 QM45                | 15 agosto 2013    | Pan-STARRS          |
| 764992 | 2013 QL60                | 14 agosto 2013    | Pan-STARRS          |
| 764993 | 2013 QQ60                | 17 settembre 2009 | Spacewatch          |
| 764994 | 2013 QC66                | 28 agosto 2013    | Mount Lemmon Survey |
| 764995 | 2013 QK74                | 10 febbraio 2011  | Mount Lemmon Survey |
| 764996 | 2013 QG77                | 19 settembre 2008 | Spacewatch          |
| 764997 | 2013 QK82                | 31 agosto 2013    | Pan-STARRS          |
| 764998 | 2013 QX87                | 6 settembre 2008  | Mount Lemmon Survey |
| 764999 | 2013 QH88                | 16 luglio 2004    | Cerro Tololo Obs.   |
| 765000 | 2013 QL88                | 26 agosto 2013    | Pan-STARRS          |